# Mash
 Denne artikel omhandler en dansk kæde af restauranter. Opslagsordet har også en anden betydning, se M*A*S*H (tv-serie).
MASH (forkortelse for Modern American Steak House) er en dansk restaurantkæde bestående af otte restauranter i Danmark og to i Tyskland.
Den første restaurant åbnede i 2009 i Bredgade, København af Jesper Boelskifte, Erik Gemal og Francis Cardenau under virksomheden Copenhagen Concepts, som også drev restauranterne Le Sommelier og Umami, samt Le Sommelier Bar & Bistro i Københavns Lufthavn (franchise). Siden har kæden udvidet med restauranter i Charlottenlund (Skovriderkroen), Tivoli Hotel, Rungsted, Århus og Odense, samt en restaurant i London (2012) og Hamborg (2014), samt Düsseldorf (2017). Den senest åbnede restaurant er på Gammel Kongevej 116 på Frederiksberg. Derudover drives der en restaurant i Københavns Lufthavn under franchise-ordning.
Restauranterne fokuserer primært på et varierende tilbud af amerikanske kødudskæringer af høj kvalitet, samt et specifikt udvalgt vinkort med fokus på amerikanske vine. Restauranterne tilbyder dog også kødudskæringer fra Danmark, Uruguay og nogle gange Australien, samt er kæden verdens største importør af det højt eksklusive og dyre wagyukød fra Kobe, Japan. Vinkortet er ligeledes bestående af et varierende udvalg af regioner, druer og forskellige prisklasser.
Pr. maj 2018 består ejerkredsen i Copenhagen Concepts af Jesper Boelskifte, Erik Gemal og Mikkel Glahn. Jesper Boelskifte er administrerende direktør og varetager primært MASH's interesser i udlandet, mens Erik Gemal står for den helt overordnede drift af restauranterne inden for Danmark. Mikkel Glahn er marketingsdirektør. Hovedkontoret holder til på 1. sal i samme bygninger som MASH Bredgade i København.